# Manažer záznamů
Manažer záznamů (z anglického Records manager)  je osoba, která je odpovědná za vedení záznamů v organizaci. Tato role se v průběhu času vyvíjela a má mnoho forem, souvisejících s mnoha oblastmi znalostí potřebných pro odbornou způsobilost. 
Manažeři záznamů se nachází ve všech typů organizací, včetně obchodní, vládní nebo neziskové odvětví. Obecně platí, že je možné najít manažera záznamů v každé organizaci.

## Historie
Praxe správy záznamů se vyvinula z archivů vlády Spojených států po druhé světové válce. S explozí papírových záznamů během války, byl lepší systém řízení záznamů přímo potřebný k udržení těchto záznamů a připravenosti k použití. Manažer záznamů se stal specialista, který překlenul propast mezi úředníky a archiváři. Tato profese se rozšířila do firemního světa v roce 1950. 

## Kompetence
Manažer záznamů obecně poskytuje odborné znalosti v oblasti správy záznamů:
- Tvorba záznamu a jeho využití
- Posouzení záznamů, uchovávání a dispozice záznamů
- Identifikace a ochrana záznamů
- Technologie správy záznamů a informací

Manažer záznamů by měl mít také odborné znalosti v oblasti:
- Zákonů
- Ochrany dat a osobních údajů
- Informačních technologií a elektronických skladovacích systémech
- Všeobecných obchodních zásadách

## Specializace
Manažeři záznamů jsou přítomní prakticky v každém typu organizace. Role se mohou pohybovat od jedné osoby až po například  po roli en:Chief Information Officer. Manažeři záznamů se mohou zaměřovat na provozní odpovědnost, tvorbu strategií a politik pro zachování a možností využití informací, nebo kombinují prvky těchto pracovních pozic. 
Například zdravotnictví má velice specializovaný pohled na správu záznamů. Údaje o zdravotním stavu se týká nejen udržení informací o pacientech, ale také pro diagnózy podmínek, které se pacientů týkají. The American Health Information Management Association  (AHIMA) je profesní organizace, která se věnuje této problematice. Manažeři záznamů ve farmaceutickém průmyslu jsou odpovědní za udržování laboratorního výzkumu, údajů o klinických zkouškách a informací o výrobě. 
Manažeři záznamů v advokátních kancelářích mají odpovědnost za řízení konfliktů, stejně jako správu souborů záležitostí klientů. 
Manažeři záznamů v USA v jaderných elektrárnách se specializují v souladu s pravidly Jaderné regulační komise, pokud jde o nakládání s jadernými materiály. Společnost NIRMA je místní profesní organizace věnující se této problematice. 

## Vzdělání a certifikace
Několik univerzit nabízí formální vzdělávací kurzy. Absolventi těchto programů jsou často specialisté v knihovnictví nebo archivnických programech. Na trhu se také pohybují organizace, které nabízí různé vzdělávací konference, semináře a workshopy. 
Profesní osvědčení je certifikovaný Manažer záznamů (the Certified Records Manager) certifikovaný institutem pro certifikace manažerů záznamů ( the Institute of Certified Records Managers)